# Casamento aberto
Casamento aberto usualmente se refere a um casamento no qual os parceiros envolvidos concordam que podem existir relações extraconjugais, sexuais ou românticas, não sendo consideradas como traição ou infidelidade, podendo ser vividas pelos dois parceiros juntos ou separadamente.
Existem muitas formas e estilos de casamento aberto, nas quais os parceiros têm diferentes níveis de liberdade ou de controle sobre a vida sexual do outro. Cada caso é discutido internamente entre os parceiros, não existindo um padrão de relacionamento.

## História do termo
As origens do termo "casamento aberto" são obscuras. Pesquisadores da década de 60 usaram o termo para descrever a liberdade individual que as pessoas têm para escolher seus cônjuges. "Casamento fechado" era um termo usado para descrever aquelas pessoas que eram forçadas a se casar com alguém contra a sua própria vontade, sendo a decisão baseada em proibições e regras sociais. Já "casamento aberto", na época, se referia a indivíduos que escolhiam seus próprios parceiros baseados em preferência pessoal.
Nena O'Neill e George O'Neill mudaram o sentido do termo em 1972 com a publicação do seu livro "Casamento Aberto", que vendeu mais de 1.5 milhões de cópias. Eles concebiam "Casamento Aberto" como sendo aquele em que cada parceiro tem liberdade de crescimento individual e pode desenvolver amizades fora do casamento. A maioria dos capítulos do livro usa definições não controversas para revitalizar o casamento nas áreas da confiança, flexibilidade, comunicação, identidade e igualdade. No capítulo 16, por exemplo, chamado "Amor sem Ciúmes", dedica 20 páginas para a proposta de que um Casamento Aberto poderia incluir (ou não) algumas formas de sexualidade com outros parceiros. Esses conceitos entraram na consciência cultural e o termo "Casamento Aberto" se tornou sinônimo de casamento sexualmente não-monogâmico (não confundir com poligamia). Em 1977, com a publicação de "A Premissa do Casamento", Nena O'Neill defendia a fidelidade sexual num capítulo com o mesmo nome. Desde então, o conceito de Casamento Aberto como casamento sexualmente não-monogâmico ganhou vida própria.
Hoje, com muitos casais que não procuram um casamento formal, o termo é frequentemente generalizado como 'relacionamento aberto'. O conceito de ser sexualmente aberto ou fechado é também aplicado para trios ou outros grupos maiores que dois.

## Incidência de casamentos abertos
A incidência de casamentos abertos é a frequência com que tal forma de relacionamento ocorre. Existem muitos problemas de definição que complicam as tentativas de determinar a incidência de casamentos abertos. Algumas vezes, por exemplo, pessoas dizem ter um casamento aberto sem o consentimento do parceiro. As pessoas também podem concordar com o sexo extraconjugal, mas sem nunca ter praticado de fato. Além desses fatos, existem os que se dizem monogâmicos, mas praticam sexo extraconjugal (tal comportamento tende a ser mal visto e não é considerado casamento aberto e sim traição). Alguns pesquisadores definem Casamento Aberto com termos muito vagos. Porém, a despeito dessas dificuldades, estima-se que a incidência de Casamentos Abertos seja de 2% a 6% das pessoas casadas[carece de fontes?]. Tal número tem se mantido relativamente estável por pelo menos duas gerações.

## Estilos de casamento aberto
Casais em casamentos abertos podem preferir diferentes tipos de relações extraconjugais. Casais que preferem relacionamentos extraconjugais enfatizando o amor e o envolvimento emocional têm um estilo poliamoroso de casamento aberto. Casais que preferem relacionamentos extraconjugais enfatizando a satisfação sexual e amizades coloridas têm um estilo de casamento swinger. Essas distinções podem depender de fatores psicológicos como o género e pode contribuir para a formação de grupos separados e comunidades de swingers e poliamorosas. Contudo, a despeito dessas distinções, todos os casamentos abertos compartilham dos mesmos problemas: a falta de aceitação social (há um consenso de que é o problema mais grave), a necessidade de manter o relacionamento como um casal estável, além da questão de administrar os ciúmes (que é bastante difícil para os iniciantes).

## Aceitação social de casamentos abertos
Pesquisas de opinião mostram que a grande maioria das pessoas desaprovam qualquer atividade sexual fora do casamento. Existem poucas pesquisas sobre a mesma desaprovação especificamente para casamentos abertos. Muitas vezes, as pessoas reprovam sem saber exatamente o que é, geralmente motivadas por opiniões pré-fabricadas e preconceituosas. Alguns críticos colocam objeções morais, religiosas, psicológicas e até patológicas para casamentos abertos. A falta de aceitação social exerce uma forte pressão nos casais, que os leva a esconder sua opção da família, amigos e colegas. Isso limita bastante sua rede de apoio social, às vezes até resultando, em alguns países, na perda de direitos governamentais de assistência médica e psicológica.

## Manutenção do relacionamento
O impacto do casamento aberto nos relacionamentos variam entre os casais. A maioria afirma ter um altíssimo nível de satisfação conjugal e relacionamentos mais duradouros. Outros desistem desse estilo de vida e retornam à monogamia. Esses casais geralmente continuam acreditando que o casamento aberto é um estilo de vida válido, mas não para eles. Ainda, outros casais experimentam sérios problemas e dizem que o casamento aberto contribuiu para seus divórcios. Todos os casais em casamentos abertas devem, por isso, prestar bastante atenção às suas regras de comportamento e de manutenção do casamento.

## Administração dos ciúmes
Casais em casamentos abertos geralmente se colocam em situações que potencialmente podem provocar ciúmes. A maioria dos casais relata que sentiu ciúmes em algum momento do seu relacionamento. Alguns conseguem administrar isso muito bem, outros não se sentem tão seguros. Há os que afirmam que não sentem ciúmes de forma alguma. Por fim, há aqueles que até conseguem transformar seus ciúmes num sentimento positivo. As regras gerais definidas pelo casal no início do relacionamento são um ótimo caminho para ajudar a administrar os ciúmes em casamentos abertos. Contudo, elas podem não ser suficientes em alguns casos. O maior benefício, nesse sentido, é que os casais geralmente passam a entender os ciúmes mais profundamente e sabem como lidar com esse sentimento. Um exemplo de uma paradoxal relação entre o casamento aberto e o ciúmes está no livro "A Outra Vida de Catherine M." que retrata a grave crise de ciúmes vivida por uma escritora famosa em meio a uma vida sexual extremamente agitada.

## Regras gerais
Casais envolvidos em casamentos ou relacionamentos abertos tipicamente adotam uma série de regras gerais, definidas pelo próprio casal, para guiar suas atividades. Tais regras permitem que os parceiros coordenem seus respectivos comportamentos de forma que eles alcancem objetivos em comum com menos conflitos. Algumas regras são mais universais no sentido de que se aplicam a virtualmente todos os tipos de relacionamento numa cultura em particular. Outras regras se aplicam a apenas alguns tipos específicos de relacionamento, como amizades ou casamentos. As regras adotadas por casais sexualmente monogâmicos (a maioria), tendem a proibir comportamentos que são vistos como atos de infidelidade, como envolvimento sexual com terceiros. As regras adotadas por casais com casamento aberto tendem a proibir comportamentos que provoquem ciúmes, como por exemplo evitar se relacionar sexualmente com conhecidos em comum, mas geralmente são muito mais flexíveis do que os praticantes do relacionamento fechado. Tais regras podem mudar de acordo com o tempo e são definidas por cada casal.

## Questões legais
A prática de sexo extraconjugal é geralmente ilegal na maioria dos países onde o adultério é considerado ilegal, não importando se o parceiros entraram em acordo ou não. "Casamento aberto" não é a mesma coisa que poligamia, em que relações sexuais são inteiramente mantidas entre os parceiros numa união formalmente reconhecida.

## Pessoas notáveis com casamentos abertos
- Jean-Paul Sartre e Simone de Beauvoir
- Edna St. Vincent Millay, Poeta Americana[3]
- Joseph Goebbels Ministro da Propaganda Nazista e Magda Goebbels
- Havelock Ellis, sexólogo
- Robert Crumb e Aline Crumb, cartunistas
- Dick e Naomi Mitchison
- Charles Laughton e Elsa Lanchester
- Diego Rivera e Frida Kahlo
- Margaret Sanger, fundadora do planejamento familiar
- Ruby Dee e Ossie Davis
- Monique Imes Atriz/Comediante, e Mark Jackson
- Kurt Weill e Lotte Lenya
- Andrei Kirilenko, jogador de basquete profissional
- Cindy Margolis, modelo
- Roger Stone, Estrategista Político
- Dolly Parton, cantora de country
- Catherine Millet, Curadora, Crítica de Arte e Escritora francesa